# Modane
Modane (frankoprovansalsko Modâna) je naselje in občina v južnem francoskem departmaju Savoie regije Rona-Alpe. Leta 2006 je naselje imelo 3.739 prebivalcev.

## Geografija
Kraj leži v pokrajini Savoji ob reki Arc, 100 km jugovzhodno od Chambéryja.

## Uprava
Modane je sedež istoimenskega kantona, v katerega so poleg njegove vključene še občine Aussois, Avrieux, Fourneaux, Freney, Saint-André in Villarodin-Bourget s 6.547 prebivalci.
Kanton Modane je sestavni del okrožja Saint-Jean-de-Maurienne.

## Zanimivosti
- zimskošportno središče Valfréjus;